# یان سابق
یان سابق (چینی سنتی:前燕) (۳۷۰–۳۳۷ میلادی) یک سلسله ایالتی بود که توسط ژیان‌بی و در دوره شانزده پادشاهی بین سالهای ۳۳۷ تا ۳۷۰ میلادی در چین تأسیس شد.
در ابتدا، مورانگ هوانگ و پسرش مورانگ جون ادعای عنوان ایجاد شده توسط سلسله جین «شاهزاده یان» را داشتند، اما متعاقباً، در سال ۳۵۲، پس از تصرف بیشتر قلمرو سابق ژائو بعدی، مورونگ جون خود را امپراتور اعلام کرد و پس از آن، حاکمان یان سابق خود را «امپراتور» اعلام کردند.

## تاریخ
در طول زمستان سال ۳۴۲، شیانبی از یان سابق، تحت حکومت قبیله مورنگ، به پایتخت گوگوریو، هواندو، حمله و ویران کرد و ۵۰۰۰۰ مرد و زن گوگوریو را اسیر کردند تا علاوه بر به اسارت گرفتن ملکه مادر و ملکه، از آنها به عنوان برده استفاده کنند. و پادشاه گگوگوون را برای مدتی مجبور به فرار کرد. شیانبی همچنین بویو را در سال ۳۴۶ ویران کرد و مهاجرت بویو به شبه جزیره کره را تسریع کرد.
در ابتدا پایتخت جیچنگ (همچنین به عنوان داجیچنگ شناخته می‌شود)، سپس یان (پکن) در ۳۵۰، سپس یه‌چنگ در ۳۵۷، و در نهایت لویانگ در ۳۶۴ بود.